# ديمون جونز
ديمون جونز (بالإنجليزية: Damon Jones)‏ هو لاعب كرة قدم أمريكية أمريكي، ولد في 18 سبتمبر 1974 في إيفانستون في الولايات المتحدة.

## وصلات خارجية
- ديمون جونز على موقع كلية كرة السلة في سبورتس رفرنس.كوم (الإنجليزية)
- ديمون جونز على موقع مرجع كرة القدم المحترفة.كوم (الإنجليزية)